# Agrilus nemoralis
Agrilus nemoralis – gatunek chrząszcza z rodziny bogatkowatych i podrodziny Agrilinae.
Gatunek ten opisany został w 2018 roku przez Eduarda Jendeka i Wasilija Griebiennikowa na łamach Zootaxa. Jako miejsce typowe wskazano okolice Gnai i góry Phou Pan w Laosie. Epitet gatunkowy oznacza po łacinie „leśny”.
Chrząszcz o wrzecionowatym w zarysie ciele długości 4,1–5,8 mm. Wierzch ciała jest jednolicie ubarwiony. Głowa wyposażona jest w oczy złożone o średnicy mniej więcej równej połowie szerokości ciemienia. Ciemię jest pomarszczone, pozbawione pośrodkowego wcisku. Czułki mają piłkowanie zaczynające się od czwartego członu, a człony od siódmego do dziesiątego zaopatrzone w szypułki. Przedplecze jest poprzeczne, najszersze pośrodku; ma uwsteczniony płat przedni, lekko łukowate i brzegi boczne oraz rozwarte kąty tylne. Na powierzchni przedplecza występują wciski przednio-środkowy, tylno-środkowy i para wcisków bocznych. Prehumerus ma formę guzkowatą. Boczne żeberka przedplecza są umiarkowanie zbieżne. Pokrywy są rozlegle owłosione i mają osobno wyokrąglone wierzchołki. Przedpiersie ma łukowato wykrojoną odsiebną krawędź płata oraz płaski wyrostek międzybiodrowy o niemal równoległych bokach. Zapiersie odznacza się płaskim wyrostkiem międzybiodrowym. Odwłok ma zmodyfikowany poprzecznym poletkiem grubej rzeźby pierwszy z widocznych sternitów (wentryt) oraz łukowatą wierzchołkową krawędź pygidium. Genitalia samca cechują się symetrycznym edeagusem  o niemal równoległych bokach.
Owad orientalny, endemiczny dla Laosu, znany tylko z prowincji Houaphan.